# Uzi
Die Uzi (hebräisch עוזי [ˈ⁠(ʕ)uzi]; deutsch auch [ˈʊʦi]) ist eine kompakte zuschießende Maschinenpistole, die vom israelischen Rüstungskonzern Israel Weapon Industries (IWI) hergestellt und weltweit verkauft wird. Sie ist eine der bekanntesten Maschinenpistolen.

## Entwicklung
Der Namensgeber, Uzi Gal, konstruierte die Waffe 1949 als junger Leutnant. Er wurde für die Erfindung der Uzi zum Hauptmann befördert, jedoch nie an ihrem finanziellen Erfolg beteiligt.:60 Anfang der 1950er begann die Serienproduktion, und 1954 wurde die Uzi offiziell bei den israelischen Streitkräften eingeführt. Vorlage für die Waffe waren u. a. die von der tschechischen ZK 476 abgewandelten Maschinenpistolen der Modelle Sa 23 bis 26.:58 Die Uzi wiederum wurde später oft fast eins-zu-eins nachgebaut, z. B. als kroatische ERO 9 oder chinesische Norinco 320.
Der belgische Waffenhersteller FN Herstal erhielt 1958 eine Produktionslizenz und fertigte die Waffe zwischen 1960 und 1983.:58 Außerdem ist Südafrika ein bedeutender Lizenznehmer.

## Technik
Die Uzi-Maschinenpistole ist ein einfach konstruierter Rückdrucklader mit feststehendem Rohr und einfachem Masseverschluss. Es handelt sich um eine zuschießende Waffe, d. h. erst nach Betätigung des Abzugs bewegt sich der Verschluss nach vorne und führt eine Patrone in das Patronenlager ein.

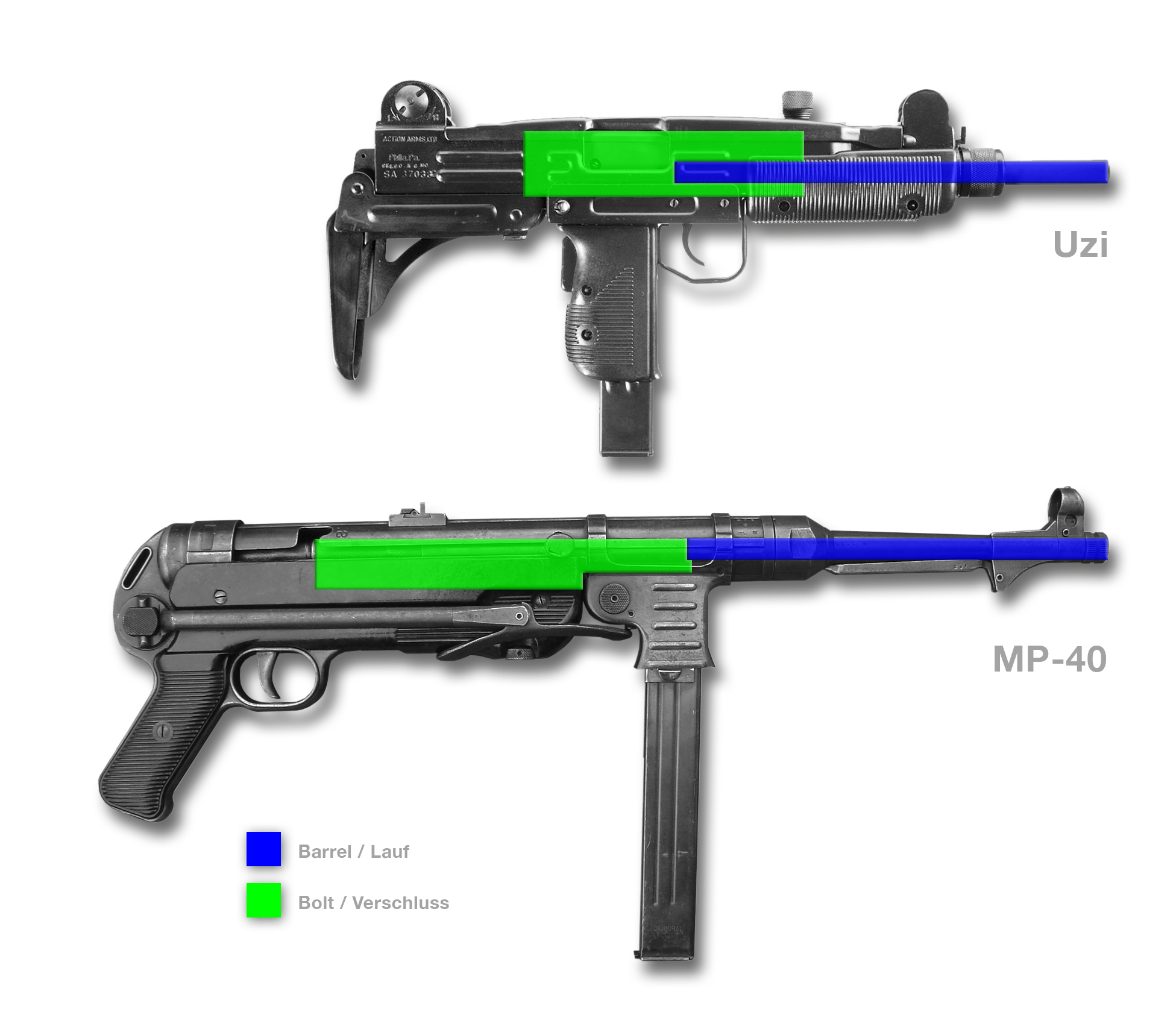
Vergleich zwischen Uzi und MP40: Beide Waffen haben einen einfachen Masseverschluss, das gleiche Kaliber (9 × 19 mm) und nahezu die gleiche Lauflänge. Durch den Teleskopverschluss ist die Uzi allerdings deutlich kürzer.

Wie bei den tschechischen Maschinenpistolen der Modelle Sa 23 bis 26 ist der Verschluss vorne hohl und umschließt den hinteren Teil des Rohres. Diese Bauweise ermöglichte eine sehr kompakte Waffe mit dem Magazin im Pistolengriff, in dessen Nähe daher auch der Waffenschwerpunkt liegt. Damit liegt die Waffe im Schuss so ruhig, dass sogar einhändig im Dauerfeuer geschossen werden kann. Entgegen dem damaligen Trend zu 32-Schuss-Magazinen war die Uzi ursprünglich nur mit 25-Schuss-Magazin verfügbar, da Uzi Gal dies als besten Kompromiss zwischen Munitionsmenge und Zuverlässigkeit sah.:60
Das 260 mm lange Rohr wird nur durch eine Überwurfmutter an der Vorderseite des Gehäuses gehalten und kann leicht und schnell ausgewechselt werden. Durch einen Rohrvorsatz und die Verwendung von entsprechender Treibmunition können auch Gewehrgranaten verschossen werden.

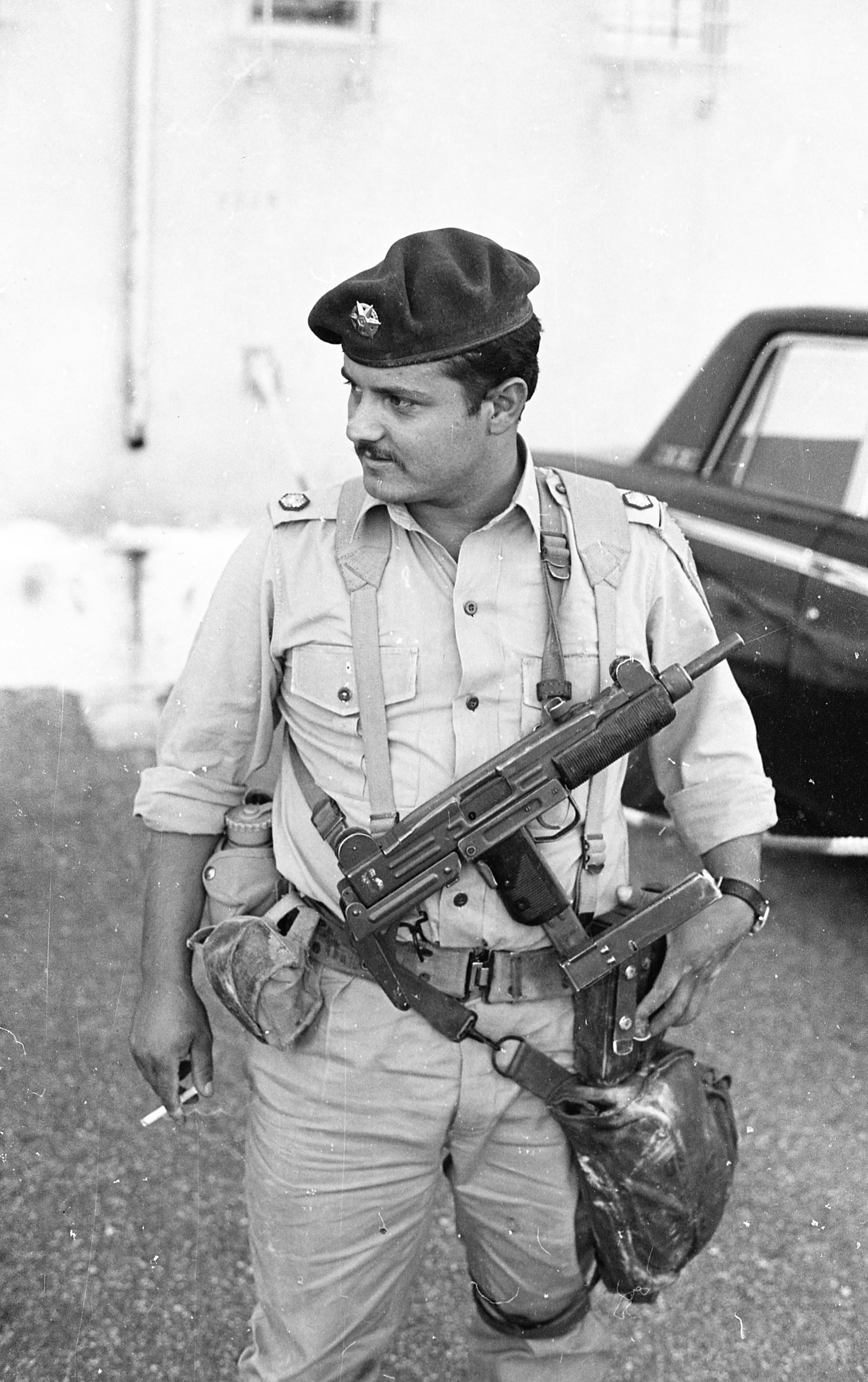
Uzi mit zwei Magazinen, welche durch eine Magazinklammer rechtwinklig miteinander verbunden sind

Die Uzi ist berüchtigt für ihre Unberechenbarkeit, denn aufgrund ihrer simplen Konstruktion mit einem zuschießenden Masseverschluss kann sich auch im gesicherten Zustand ein Schuss lösen. Dieser Mangel wurde allerdings durch die Einführung einer Handballensicherung weitgehend behoben. So kann sich ein Schuss nur noch lösen, wenn diese Taste an der Hinterseite des Pistolengriffs eingedrückt ist. Diese Zusatzsicherung erfordert jedoch eine korrekt gewartete Mechanik. Besonders zu nennen ist in diesem Zusammenhang die Fangkralle, die per Federdruck von unten in den Verschluss einrastet (ähnlich einem Türschloss) und diesen zurückhält. Diese Fangkralle nutzt sich im Laufe der Zeit ab, aus Einzel- werden dann Doppelschüsse. Dies geschieht auch, wenn die Kralle schwergängig wird, die Feder erlahmt oder wenn sich der Verschluss an den Rastkerben abrundet bzw. abnutzt. Daher gelten die Fangkrallen als Verschleißteile und sind regelmäßig bei Wartungsarbeiten zu prüfen und ggf. zu ersetzen.
Zu den Sicherheitseinrichtungen gehören außerdem ein Feuerwahlhebel, der auch als Sicherungshebel dient, sowie eine Sicherung, die am Spanngriff sitzt und eine Schussabgabe nur bei gespannter Waffe zulässt.
Die Visierung besteht aus Lochkimme und Korn mit seitlichen Schutzbacken und einer Visierlänge von 309 mm. Die Klappkimme lässt sich auf Entfernungen von 100 m und 200 m einstellen.
Nur die ersten Waffen hatten einen Kolben aus Holz, Uzi Gal bevorzugte die Präzision eines fixen Schafts.:60 Ende der 1950er Jahre wurde eine Variante mit umklapp- und gleichzeitig faltbarer Metallschulterstütze auf Wunsch der israelischen Fallschirmjäger eingeführt, welche es leid waren, vor jedem Sprung den Schaft abnehmen zu müssen.:60 Es gibt auch eine Version mit langem Rohr, die als Karabiner bezeichnet wird.
Die meisten Teile der Uzi bestehen aus Blechprägeteilen. Die Handgriffe sind aus Kunststoff, einige Teile aus Stahl gefertigt. Als Zubehör gibt es u. a. Lampen, Bajonett, Magazinladehilfe und Verbindungsklammern für Magazine, um direkt mehrere Magazine an der Waffe zu haben.

## Weitere Modelle

### Mini-Uzi

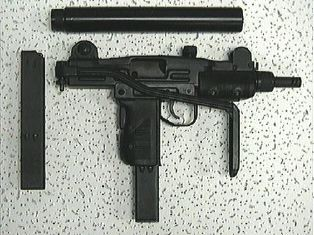
Mini-Uzi

Ab 1981 wurde die Mini-Uzi als Maschinenpistole für polizeiliche und militärische Spezialeinheiten entwickelt und seit 1982 produziert.:61 Sie ist zum verdeckten Tragen gedacht und deshalb mit 2,65 kg um 0,85 kg leichter und mit 360–600 mm kürzer als die ursprüngliche Uzi. Außerdem verfügt sie über eine seitlich umklappbare Schulterstütze, welche auch als Vorderschaftgriff verwendet werden kann. Das auf 197 mm verkürzte Rohr ist auf einer Länge von ca. 20 mm aufgebohrt und mit Schlitzen versehen, die als Kompensator wirken. Die Mündungsgeschwindigkeit reduziert sich dadurch auf etwa 375 m/s. Zusätzlich zum herkömmlichen zuschießenden Masseverschluss (mit ihm beträgt die Feuerrate der Mini-Uzi ca. 950 Schuss/min) gab es die Mini-Uzi auch als aufschießenden Rückdrucklader. In dieser Variante steigerte sich die Feuerrate auf ca. 1.700 Schuss/min.

### Micro-Uzi

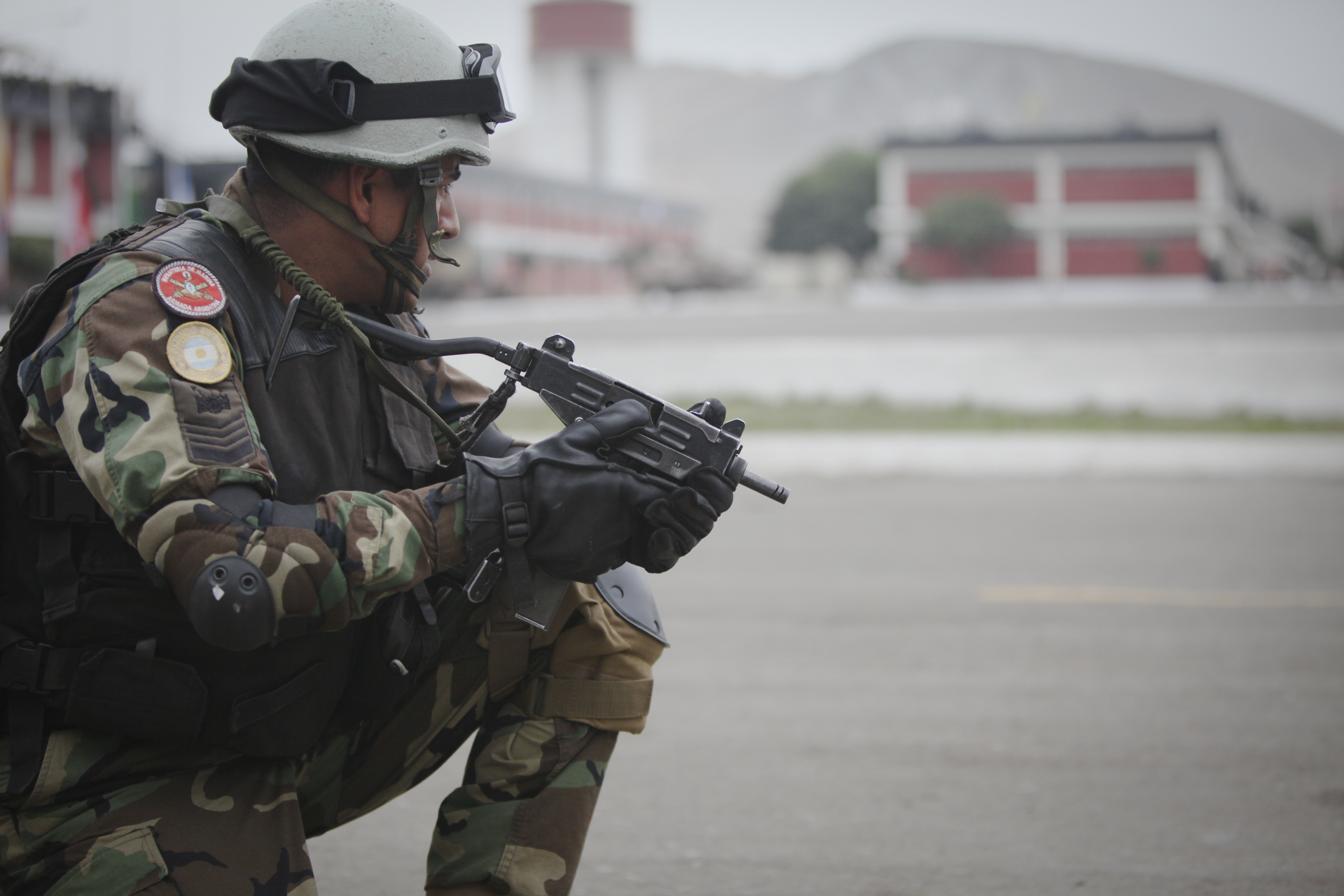
Mitglied einer argentinischen Spezialeinheit mit einer Micro-Uzi

Die Micro-Uzi-Maschinenpistole wiegt 2,0 kg und ist 486 mm lang, die Rohrlänge beträgt nur noch 115 mm. Sie hat eine ähnliche Schulterstütze wie die Mini-Uzi, allerdings entfällt der vordere Pistolengriff. Die Micro-Uzi ist ein aufschießender Rückdrucklader, mit ähnlichem System wie die aufschießende Mini-Uzi-Variante. Allerdings musste bei der Micro-Uzi der Verschluss zusätzlich mit Wolframeinlagen beschwert werden, da bei dem leichten System sonst die Feuerrate viel zu hoch wäre. Dadurch liegt die Feuerrate, wie bei der aufschießenden Mini-Uzi, bei ca. 1.700 Schuss/min.

### Uzi-Pistole

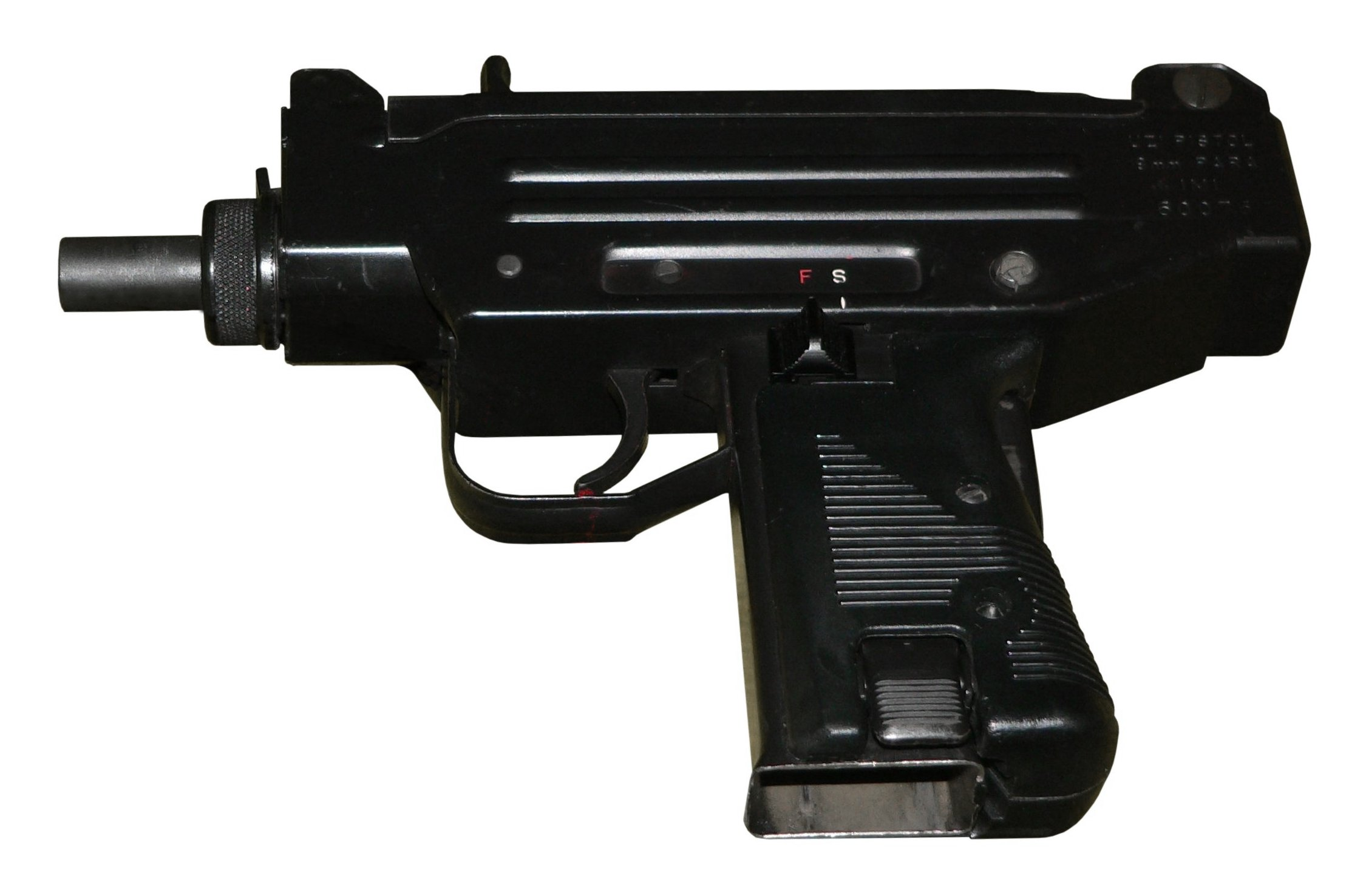
Uzi-Pistole

Die halbautomatische Variante der Micro-Uzi wird als Selbstladepistole Uzi vermarktet, um ihren Verkauf in Ländern zu ermöglichen, in denen der Privatbesitz von vollautomatischen Waffen gesetzlich verboten ist.:62 Sie ist daher nicht für Dauerfeuer eingerichtet und hat keine Schulterstütze. Aufgrund des geringen Gewichts (1700 g bei 240 mm Länge) und anderer Schwerpunktlage als bei der Uzi-MP gilt die Waffe während des Schießens als schwer handhabbar.

## Verwendung
Die Uzi wird heute von Armeen und Polizeieinheiten in über 90 Ländern eingesetzt. Die israelischen Streitkräfte musterten 2003 die Uzi aus ihrem Waffenbestand auch als Ausbildungswaffe aus. Bereits zuvor hatte sich ihre Verwendung meist nur mehr auf Fahrzeugbesatzungen beschränkt. Zuletzt wurde sie zur Selbstverteidigung an Soldatinnen ausgegeben. Als Nachfolger ist seitdem meist das M16-Gewehr im Gebrauch. Sie wird jedoch weiterhin sowohl für den Verkauf ins In- und Ausland hergestellt.
Die Bundeswehr setzt die Uzi seit 1959 unter der Bezeichnung MP2 (mit Holzschaft) bzw. MP2 A1 (mit klappbarer Schulterstütze) ein. Lange Zeit wurde 1964 als offizielles Einführungsjahr angegeben, da Deutschland erst 1965 offiziell diplomatische Beziehungen zu Israel aufnahm.:60, 61 Die Variante MP2 A1 wurde angefordert, als 1961 ein tödlicher Unfall im Wachdienst auf die starre Schulterstütze der MP2 zurückgeführt wurde.:60 Anders als in der israelischen Armee wird die MP2 von Soldaten der Bundeswehr mit 32- statt 25-Schuss-Magazinen verwendet.:60 Sie wird seit 2002 nach und nach durch die MP7 ersetzt.